# Katastrofa górnicza w kopalni Rokitnica
Katastrofa górnicza w kopalni Rokitnica – tąpnięcie, do którego doszło w kopalni węgla Rokitnica w Zabrzu 23 marca 1971 roku. W katastrofie zginęło 10 górników, jednak wypadek stał się symbolem udanej akcji ratowniczej dzięki uratowaniu zasypanego górnika Alojzego Piontka, który przeżył 158 godzin w zawale.

## Katastrofa
Przyczyną katastrofy było silne, jednorazowe tąpnięcie górotworu o godzinie 16:06. Zawalony został chodnik eksploatacyjny pokładu 508, w którym w chwili katastrofy pracowało 19 górników. Zawał spowodował całkowite zasypanie odcinka chodnika o długości 72 metrów. Materiał stanowiły drobne kamienie i miał, które wypełniły całkowicie chodnik bez pozostawienia niemal żadnych wolnych przestrzeni. Badanie przyczyn katastrofy wykazało, że wstrząs spowodowały siły natury i nie miał tu miejsca błąd człowieka.

## Akcja ratunkowa
Akcja rozpoczęta została w ciągu kilku minut. Grupa ratowników dotarła do ośmiu górników, którzy znajdowali się w zniszczonym chodniku w bezpośredniej bliskości zawału, ale nie w jego zasypanym odcinku. Górników tych wywieziono na powierzchnię, czterech z nich trafiło do szpitala z niegroźnymi urazami. Dalsza akcja polegała na przekopywaniu zasypanego zawału. Kierujący pracami na poziomie 508 Wasyl Kuźmiuk sporządził od razu plan wskazujący, gdzie w chwili katastrofy byli wszyscy zasypani górnicy.
Do zasypanego odcinka zaczęto szybko tłoczyć powietrze, a do akcji skierowano około 150 ratowników, którzy przystąpili do przekopywania zawału; akcję utrudniały obsypujące się ciągle z miałkiego zawału zwały skał. Akcję odkopywania podjęto z dwóch stron, następnie rozpoczęto wiercenie dużego otworu maszyną wiertniczą. Po pierwszych kilkunastu godzinach od zawału przekopano trzy metry chodnika. Po 38 godzinach akcji, 25 marca około południa ratownicy dotarli do pierwszych zwłok: górnika – Maksymiliana Czapli; wcześniej natrafiono na jego pochłaniacz od maski. Ciało znaleziono w miejscu wskazanym przez Wasyla Kuźmiuka, co potwierdziło prawidłowość sporządzonego planu. Przez trzy kolejne doby ratownicy przekopywali zawał, nie znajdując nikogo, natomiast z zawału zaczęła dobiegać coraz silniejsza, odbierająca nadzieję i utrudniająca akcję, woń rozkładających się zwłok.
27 marca ratownicy usłyszeli stukanie z zawału, co powtórzyło się jeszcze parę razy. Jednak nadal nie znaleźli nikogo. 29 marca zaczęto natrafiać na kolejne zwłoki. Przed południem znaleziono Horsta Mainkę i Rudolfa Budnego, którego dwaj bracia uczestniczyli w akcji ratunkowej (z uwagi na treść przepisów przebywali poza strefą samego zawału). Wieczorem natrafiono na zwłoki Pawła Brolla, Adama Kurzela, Józefa Koeniga i Henryka Wysockiego, a po północy – Jana Wiczyńskiego. Wszyscy zginęli w momencie tąpnięcia. W zawale pozostawało nadal trzech górników. Kierujący akcją od strony pochylni nr II Stefan Stelmachowicz, narzucający jak najszybsze tempo prac, zaczął spotykać się z poleceniami przełożonych, że nie należy narażać zbytnio życia ratowników, ponieważ i tak w zawale nie może już być nikogo żywego. Ponieważ twardo obstawał, że słyszał stukanie z zawału, wycofano go z akcji ratunkowej.
30 marca o godzinie 5:14 ratownicy usłyszeli nagle głos górnika, wołającego, by go wyciągnąć i że jest z wczorajszej zmiany. W tym momencie do przekopania pozostawało 12 metrów zawału. Alojzy Piontek (właściwie Piątek, podczas relacjonowania katastrofy pisownię nazwiska przekręcono i potem powszechnie używano niepoprawnej) po tąpnięciu został przyciśnięty własnym styliskiem od łopaty, zdołał je przepiłować blachą z hełmu, przedarł się przez drewniane belki i ulokował w niewielkiej niszy o wymiarze 1 metra i wysokości 70 centymetrów, mieszczącej akurat jedną osobę. Tam, bez wody i jedzenia, pijąc własny mocz, przetrwał do momentu wydobycia go z zawału ponad sześć i pół doby (158 godzin), tracąc zupełnie rachubę czasu (zegarek pozostawił w ubraniu, które zdjął przed wypadkiem). Gdy go usłyszano, był przytomny, kontakt z nim nawiązał kierujący w tym czasie przekopywaniem zawału Alojzy Wylenżek, jego sztygar. Piontek dużo mówił, logicznie odpowiadał ratownikom i pomógł im zlokalizować swoje położenie. Przekazał, że oprócz niego katastrofę przeżył Alfred Gebauer, który zasypany leżał w jego pobliżu i słyszeli się wzajemnie. Rozmawiali ze sobą, przyrzekali sobie, że więcej pod ziemię nie zjadą, ale Gebauer osłabł i zmarł przed odnalezieniem, prosząc Piontka o pożegnanie bliskich. Po kilku dalszych godzinach ratownicy przebili się do Alojzego Piontka i wydostali go. Piontek wypytywał ich o wynik meczu Górnika Zabrze w pucharach europejskich; ten fakt sprawił, że uratowany górnik traktowany był potem jako honorowy kibic klubu i dostał dożywotnią wejściówkę na mecze. Był w zadziwiająco dobrym stanie fizycznym, przytomny i bez potrzeby podawania kroplówki został przewieziony do szpitala.
Tego samego dnia ratownicy zakończyli akcję, odnajdując ostatnie zwłoki dwóch górników: Alfreda Halaska, który zginął w chwili zawału i Alfreda Gebauera, który istotnie przeżył jeszcze pod zawałem dłuższy czas, zanim zmarł. W akcji uczestniczyło łącznie około 1000 osób.

## Społeczny odbiór wypadku
Uratowanie Alojzego Piontka po 158 godzinach w zawale stało się symbolem udanej akcji ratowniczej: poza nim i Alfredem Gebauerem wszyscy zginęli już w chwili zawału. Piontek stał się postacią publiczną i symbolem wytrwałości górniczej oraz słuszności zasady, że akcję ratowniczą prowadzić trzeba aż do odnalezienia wszystkich górników. Po wypadku przeniesiony został na rentę i nigdy więcej nie zjechał pod ziemię (zmarł na pylicę w 2005 roku).
Katastrofa stała się tematem filmu dokumentalnego Antoniego Halora Czarne słońce, opisywana była w książkach, stworzono o niej komiks opublikowany w miesięczniku Relax, a o Alojzym Piontku układano przyśpiewki.